# Dr. Dünnerbrug
Dr. Dünnerbrug (brug 251) is een vaste brug in Amsterdam-Centrum.
De verkeersbrug is gelegen in de Weesperstraat en overspant de Nieuwe Prinsengracht. De brug heeft ongeveer dezelfde geschiedenis als de Dr. Meijer de Hondbrug, al zal deze iets ouder zijn, vanwege de ontwikkeling van de stad vanuit het centrum. Oudere versies van de bruggen werden fotografisch vastgelegd door Jacob Olie (1891) en Gustaaf Oosterhuis (1904, een ophaalbrug). Zij moesten steeds vervangen/vernieuwd worden in verband met de ombouw van de Weesperstraat tot hypermoderne radiaalweg van Amsterdam. Piet Kramer ontwierp de versie van 1925. Daarvan is veel verloren gegaan door verdere verbredingen en aanleg van de Oostlijn. De bakstenen walkanten in een soort van Amsterdamse School en de brugpijlers zijn de enige zaken die nog aan Kramer doen denken.
De brug kreeg, gelijk met de Dr. Meijer de Hondbrug, in 1966 haar naam, een vernoeming naar Joseph Hirsch Dünner, een opperrabijn.

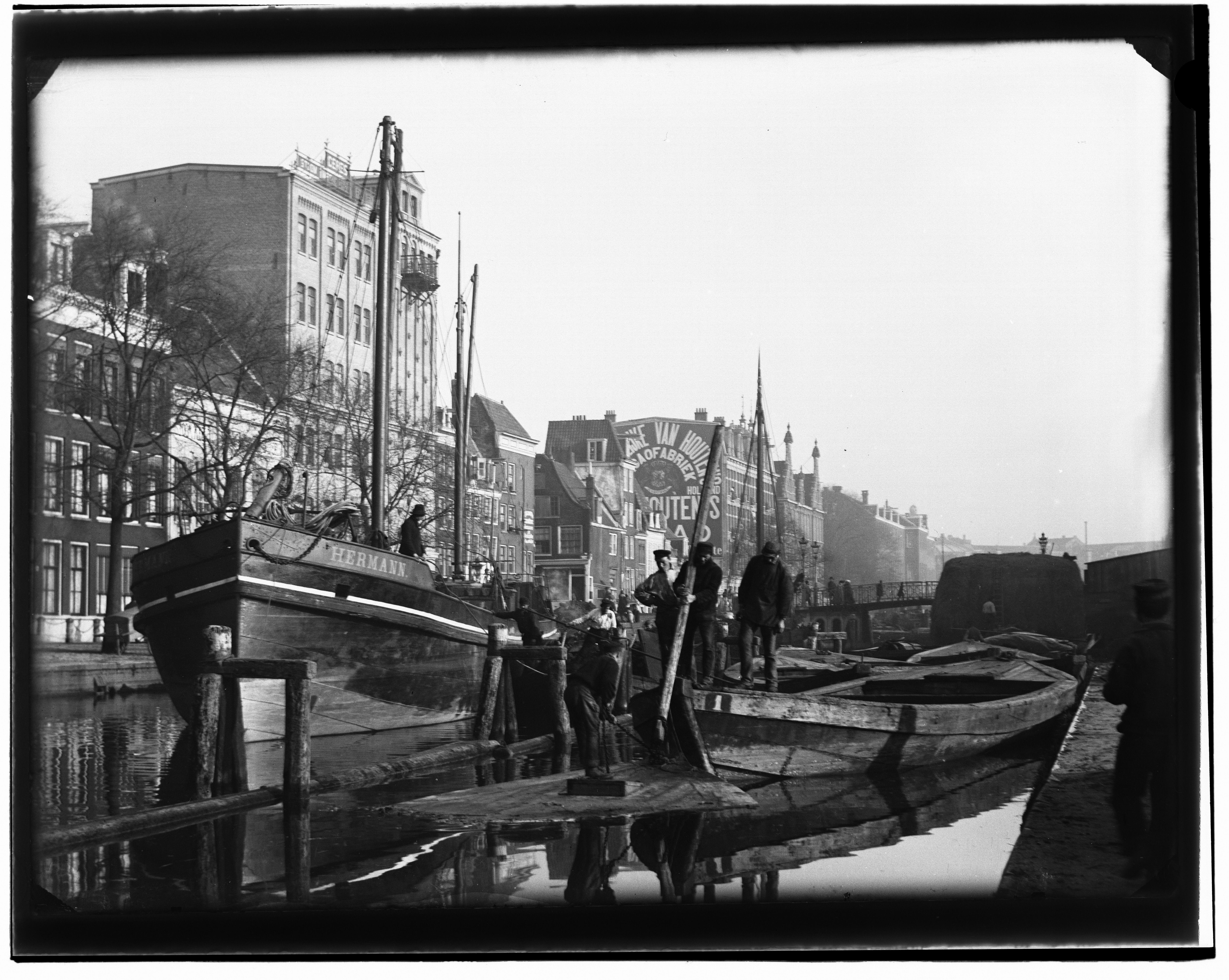
De brug in 1891
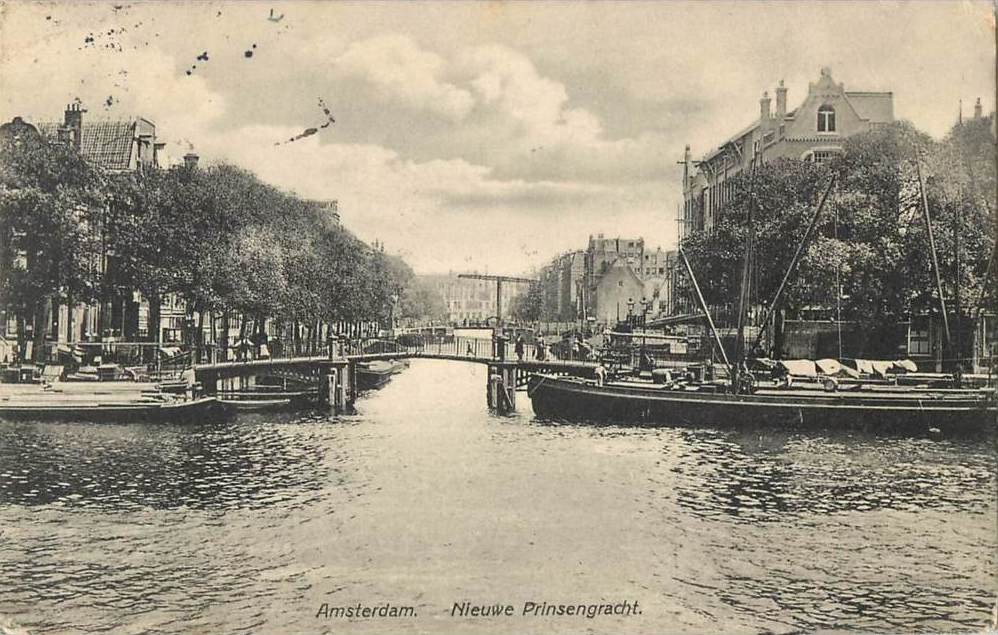
De ophaalbrug in 1900
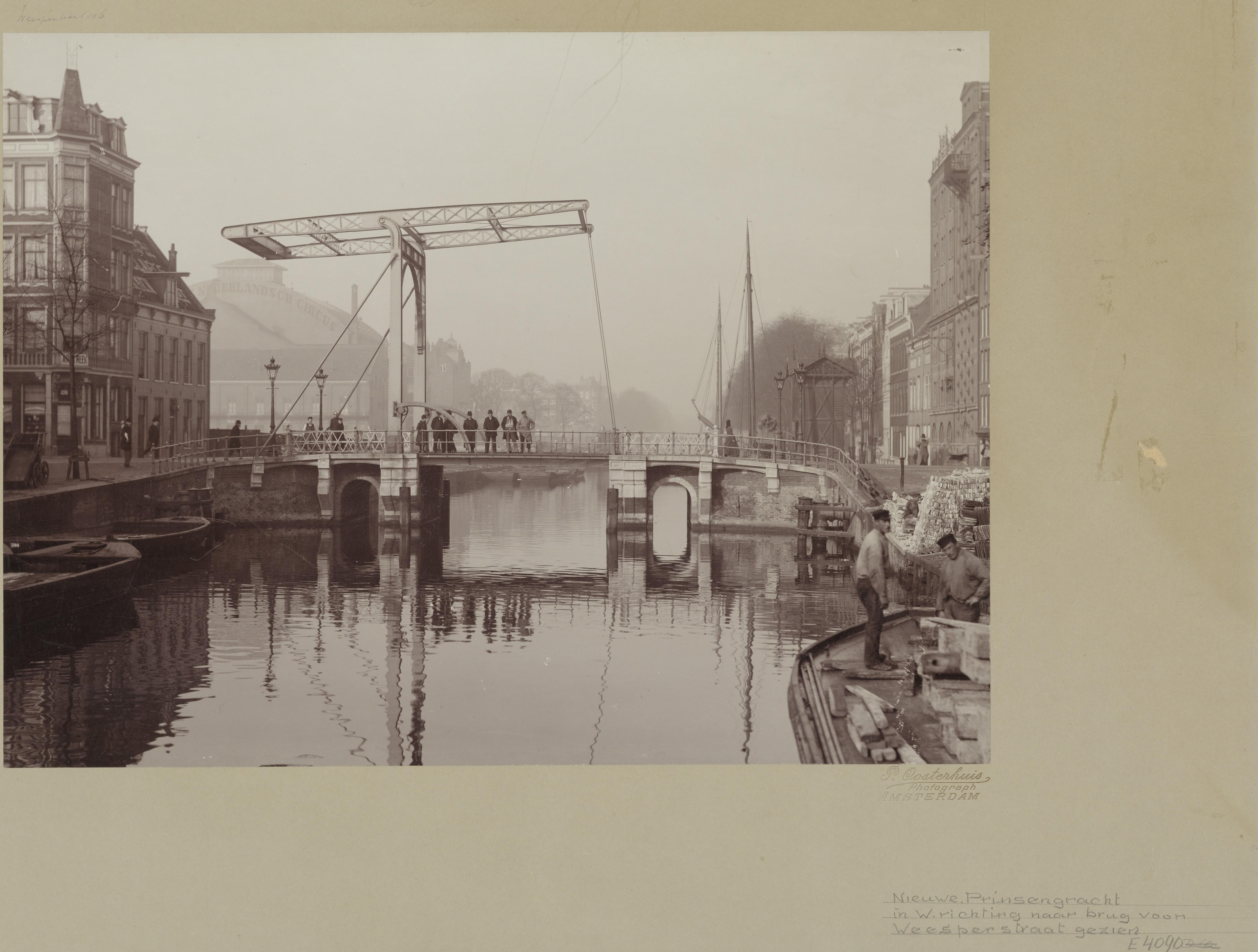
De brug in 1904
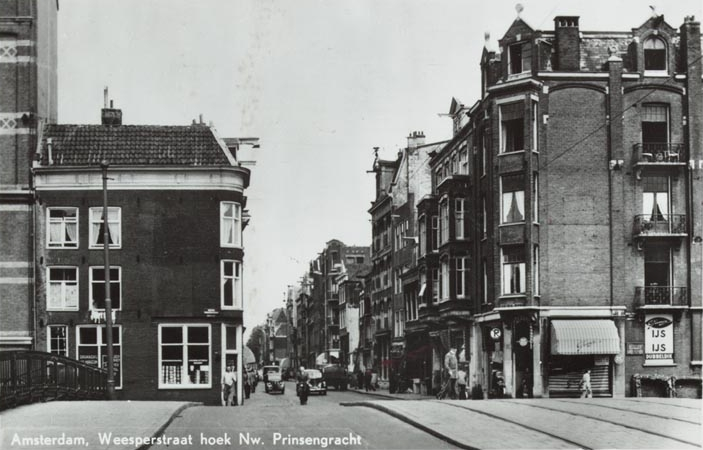
Kramers brug in 1935
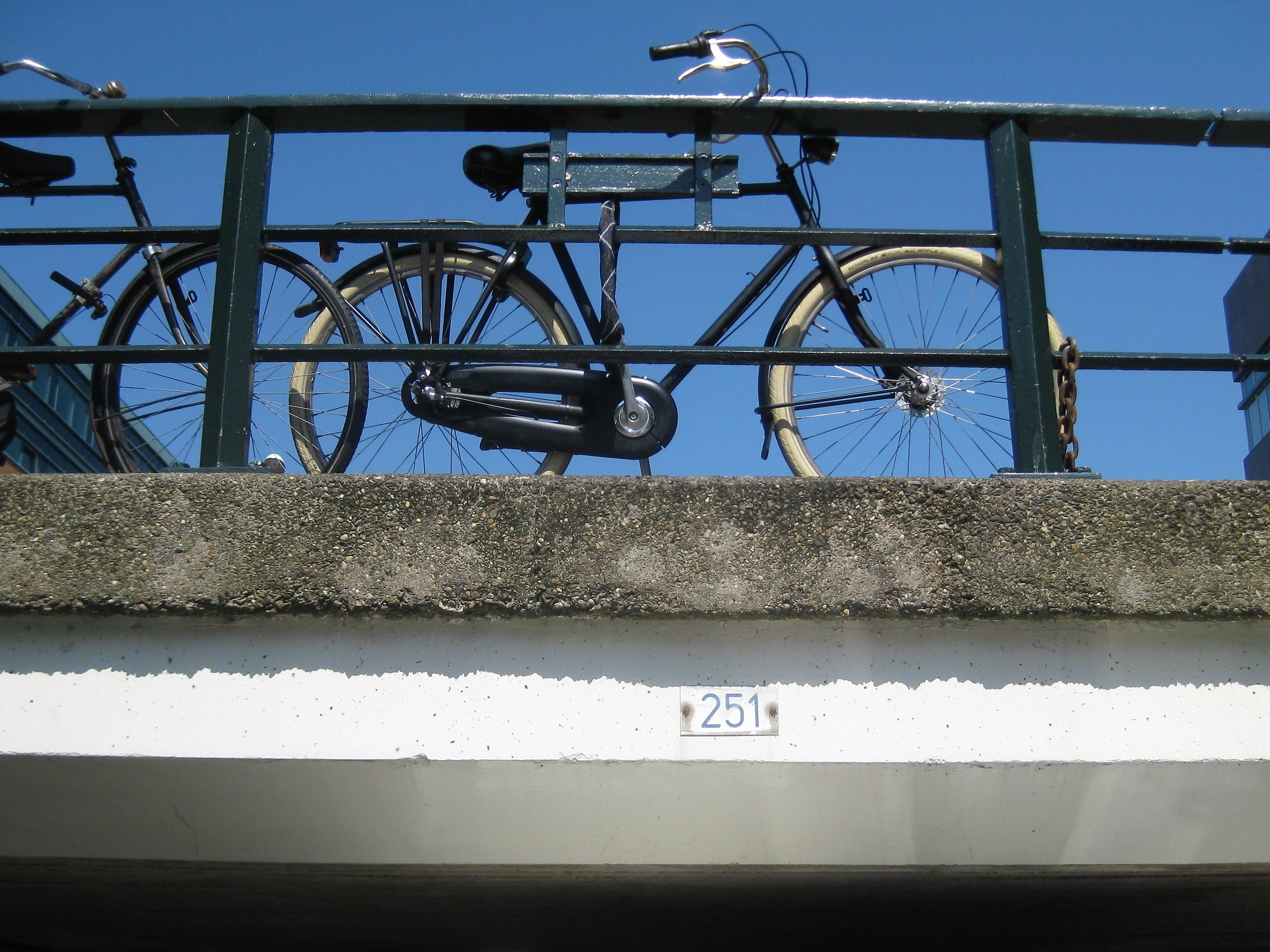
De brug in de 21e eeuw

<<< · 200 · 201 · 202 · 203 · 204 · 205 · 206 · 207 · 208 · 209 ·  210 · 211 · 212 · 213 · 214 · 215 · 216 · 217 · 218 · 220 · 221 · 222 · 223 · 224 · 225 · 226 · 227 · 228 · 228P · 229 · 230 · 231 · 232 · 233 · 234 · 235 · 236 · 237 · 238 · 239 ·  240 · 241 · 242 · 243 · 244 · 245 · 246 · 247 · 248 · 249 ·  250 · 251 · 252 · 253 · 254 · 255 · 256 · 257 · 258 · 259 · 260 · 261 · 262 · 263 · 264 · 265 · 266 · 267 · 270 · 271 · 272 · 273 · 274 · 275 · 277 · 278 · 279 · 280 · 281 · 283 · 285 · 286 · 287 · 288 · 289 · 290 · 291 · 292 · 293 · 295 · 296 · 297 · 298 · 299 · >>>
Brugnummers 219, 268, 269, 276, 282, 284, 294 zijn niet (meer) in omloop.